# Bâltanele (gmina Prunișor)
Bâltanele – wieś w Rumunii, w okręgu Mehedinți, w gminie Prunișor. W 2011 roku liczyła 14 mieszkańców.